# Giorgione
Giorgione (tiếng Ý: [dʒordʒone]; tên lúc sinh Giorgio Barbarelli da Castelfranco; khoảng 1477 / 8-1510) Là một họa sĩ người Ý thời cao trào Phục hưng ở Venice, người có sự nghiệp đã bị đứt đoạn khi ông qua đời khi vừa qua tuổi 30.
Giorgione được biết đến với đặc trưng đầy chất thi vị khó hiểu trong tác phẩm của ông dù chỉ có khoảng sáu bức tranh còn sót lại được thừa nhận chắc chắn là do ông sáng tác. Sự không chắc chắn về danh tính và ý nghĩa tác phẩm của ông và đã khiến ông là một trong những nhân vật bí ẩn nhất của nền hội họa châu Âu.
Cùng với Titian, người trẻ hơn, họ là những người sáng lập của trường phái hội họa Venice riêng biệt của nền hội họa Phục hưng Ý, trường phái đạt được nhiều tác động của nó thông qua màu sắc và tâm trạng, và theo truyền thống tương phản với sự phụ thuộc vào một disegno tuyến tính hơn của trường phái hội họa Florence.
Vệ Nữ ngủ là một trong số rất ít những tác phẩm mà người ta biết chắc chắn là của ông, ông mất sớm vì mắc bệnh dịch hạch. Titian đã hoàn thành nốt bức tranh này.

## Một vài tác phẩm

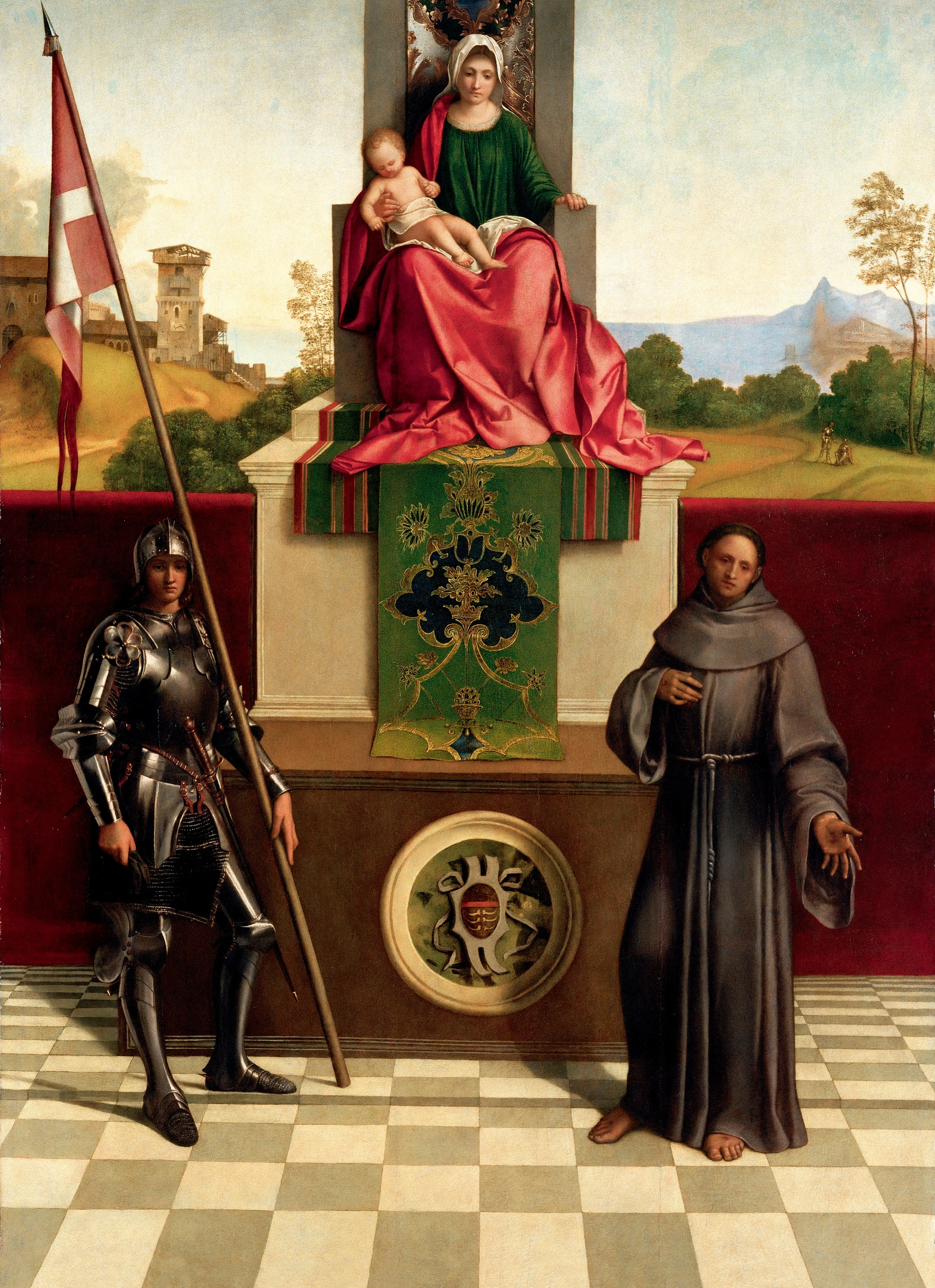
Đức Mẹ và Chúa hài đồng, 1503-1504
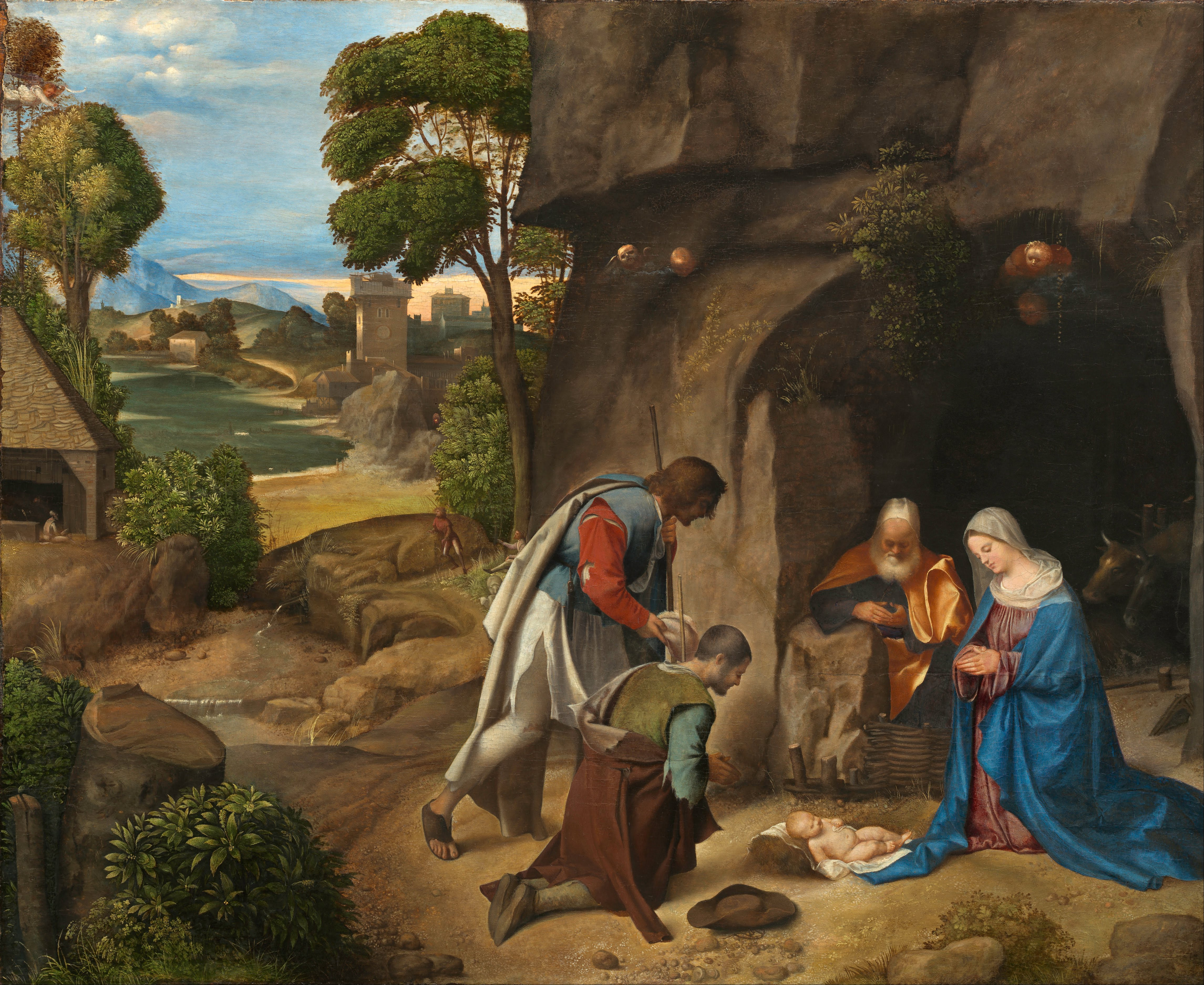
Sự chiêm bái của các mục đồng, khoảng 1505-1510
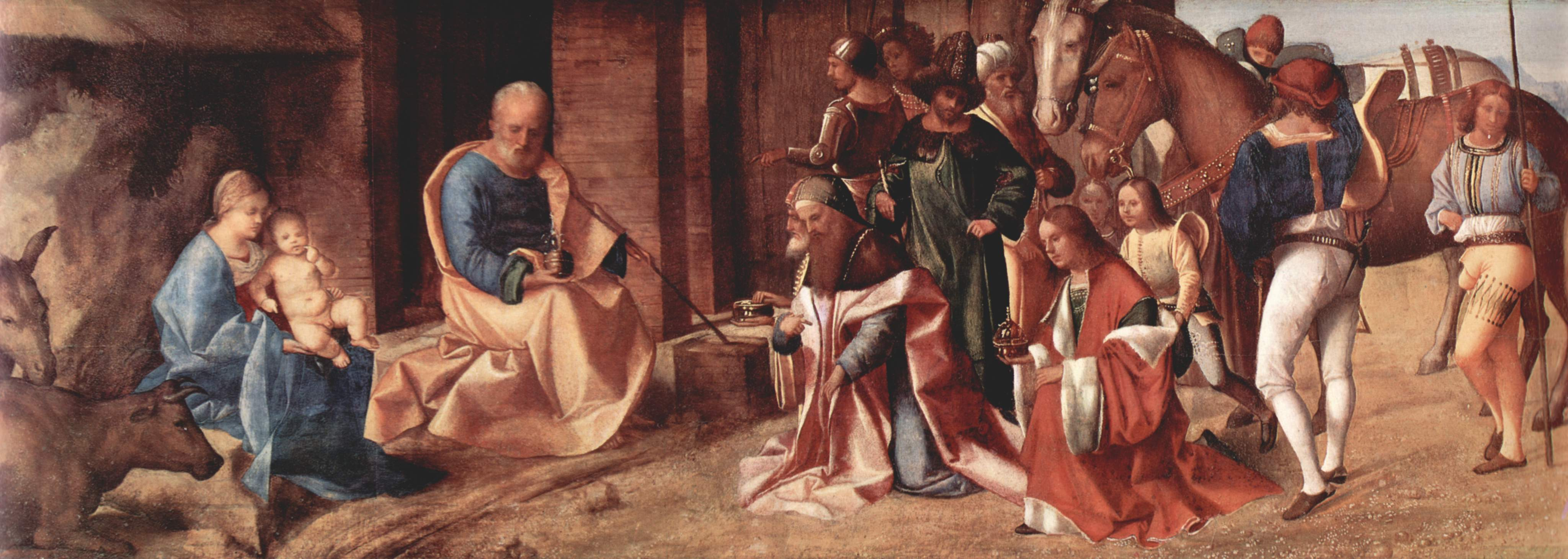
Sự chiêm bái của các đạo sĩ, 1506-1507

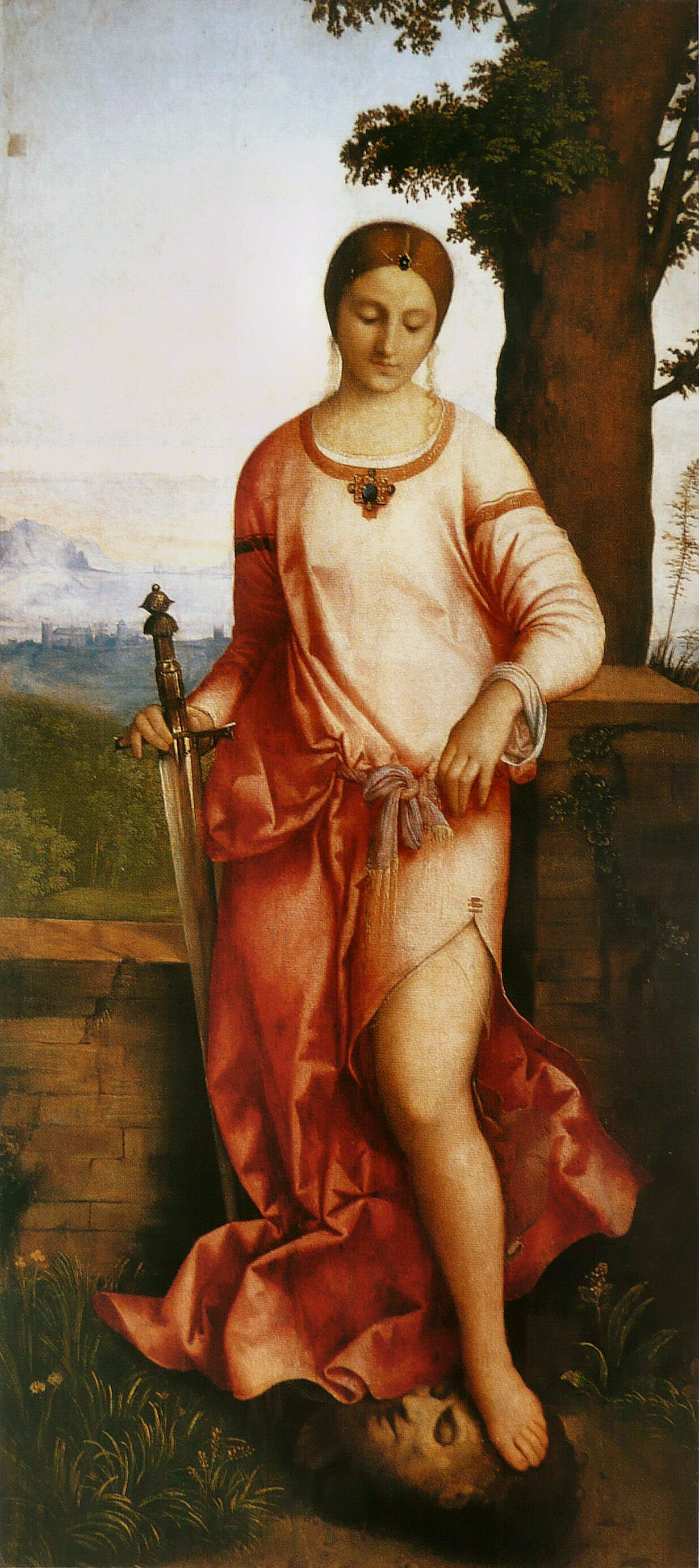
Judith, 1504
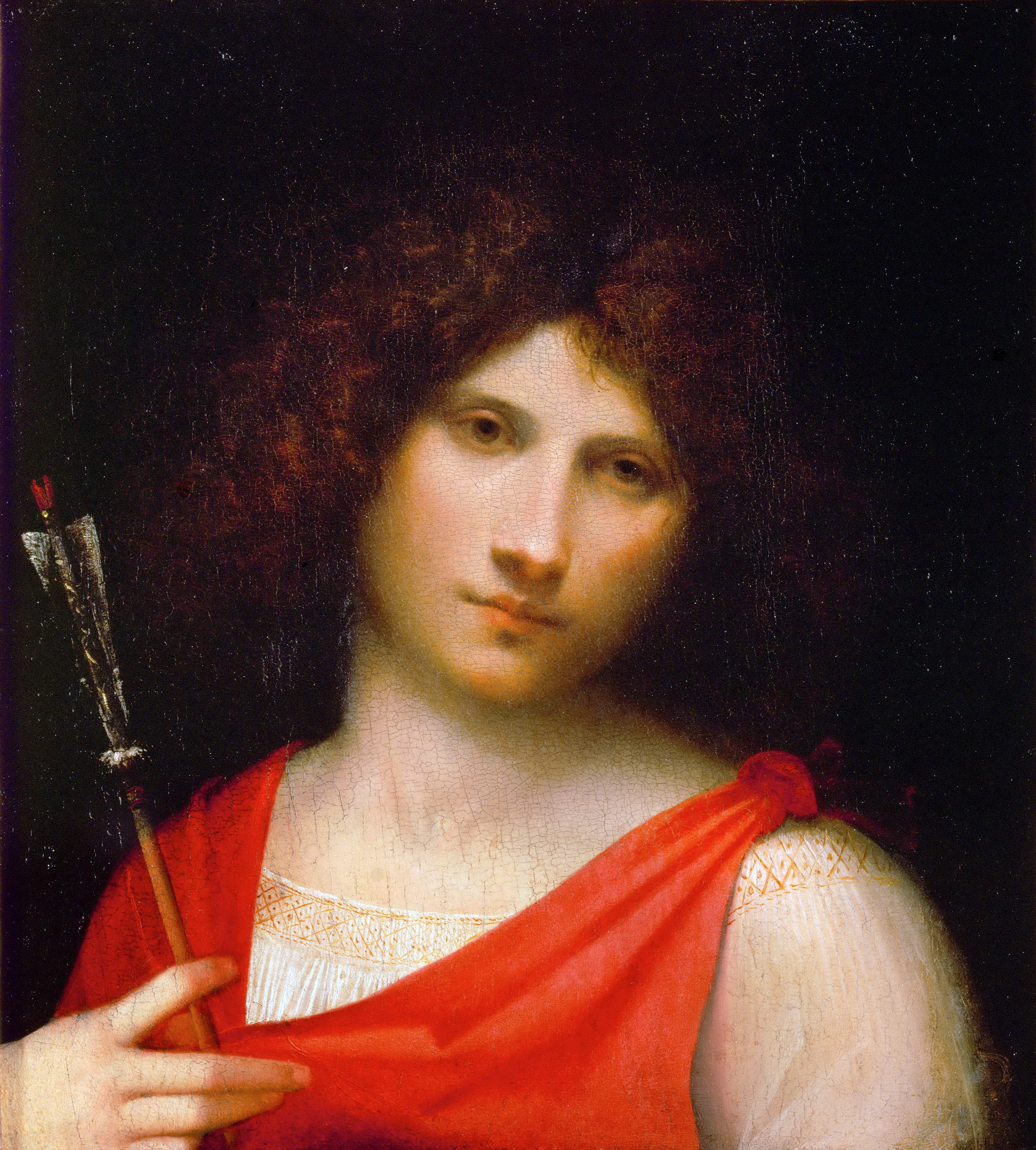
Thanh niên trẻ và cung tên, khoảng 1505
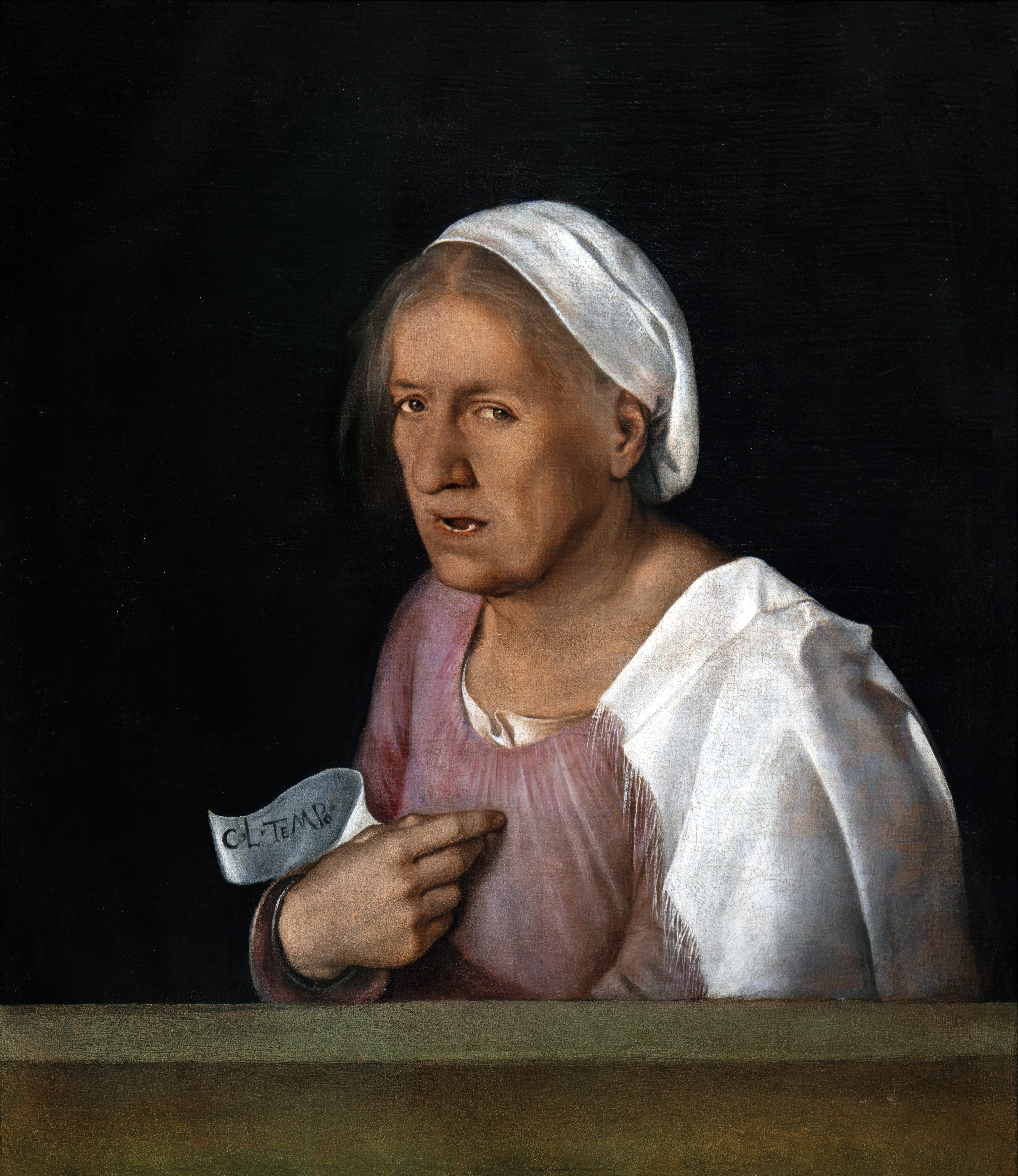
Bà lão, 1500-1510
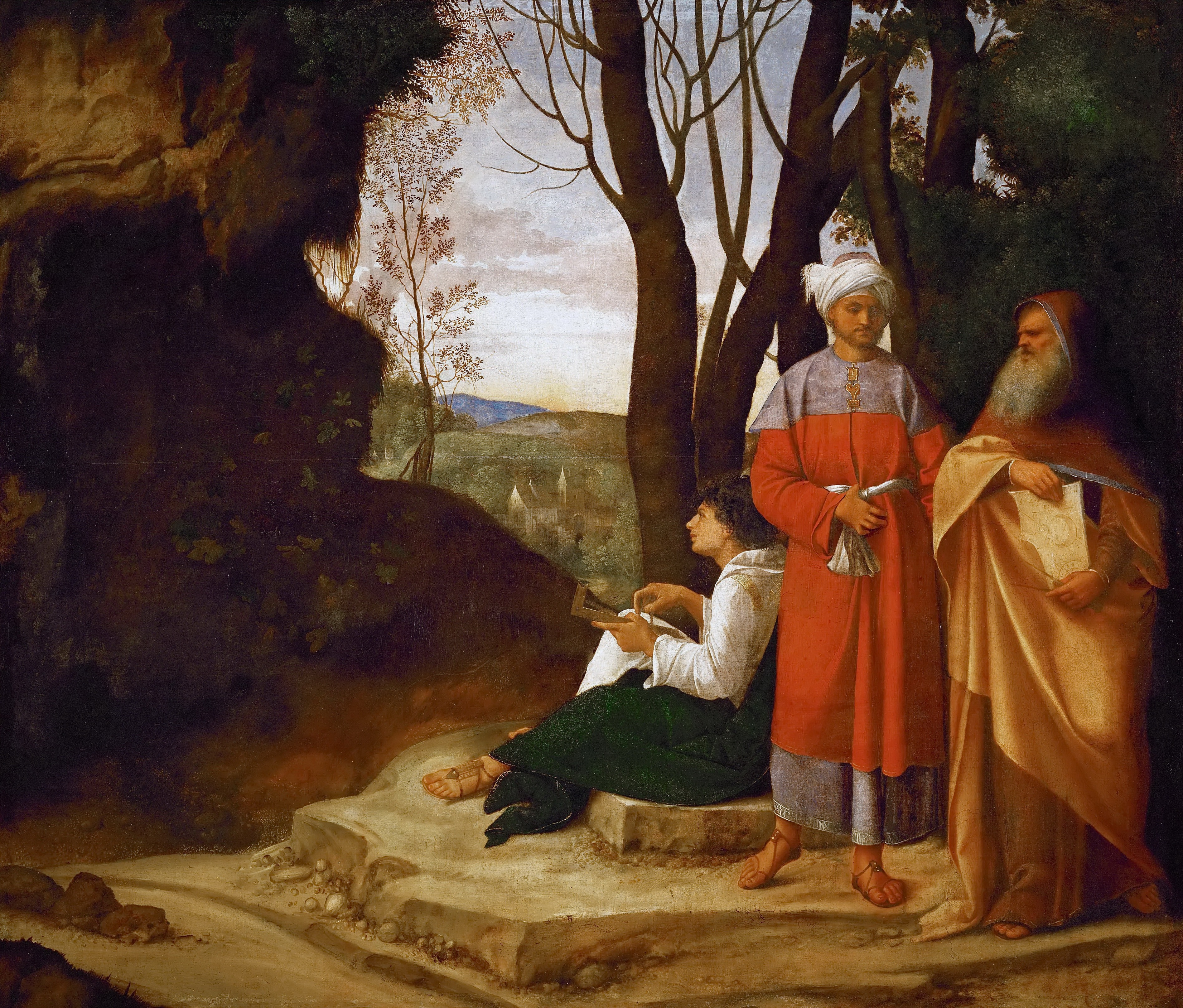
Ba nhà triết học, vẽ khoảng năm 1505–1509
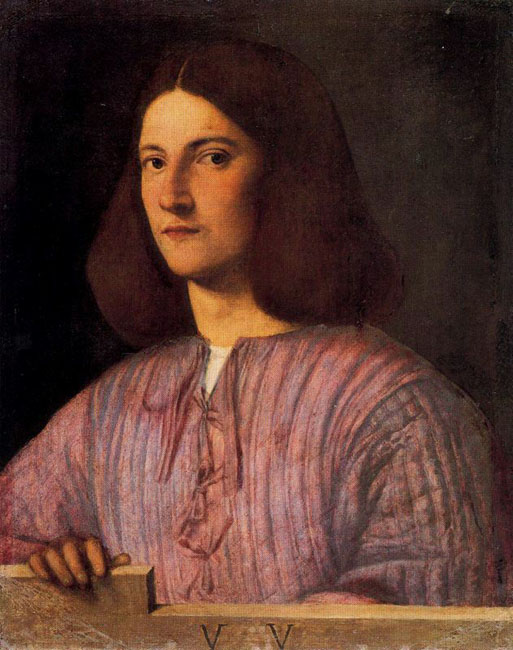
Chân dung một thanh niên, 1505
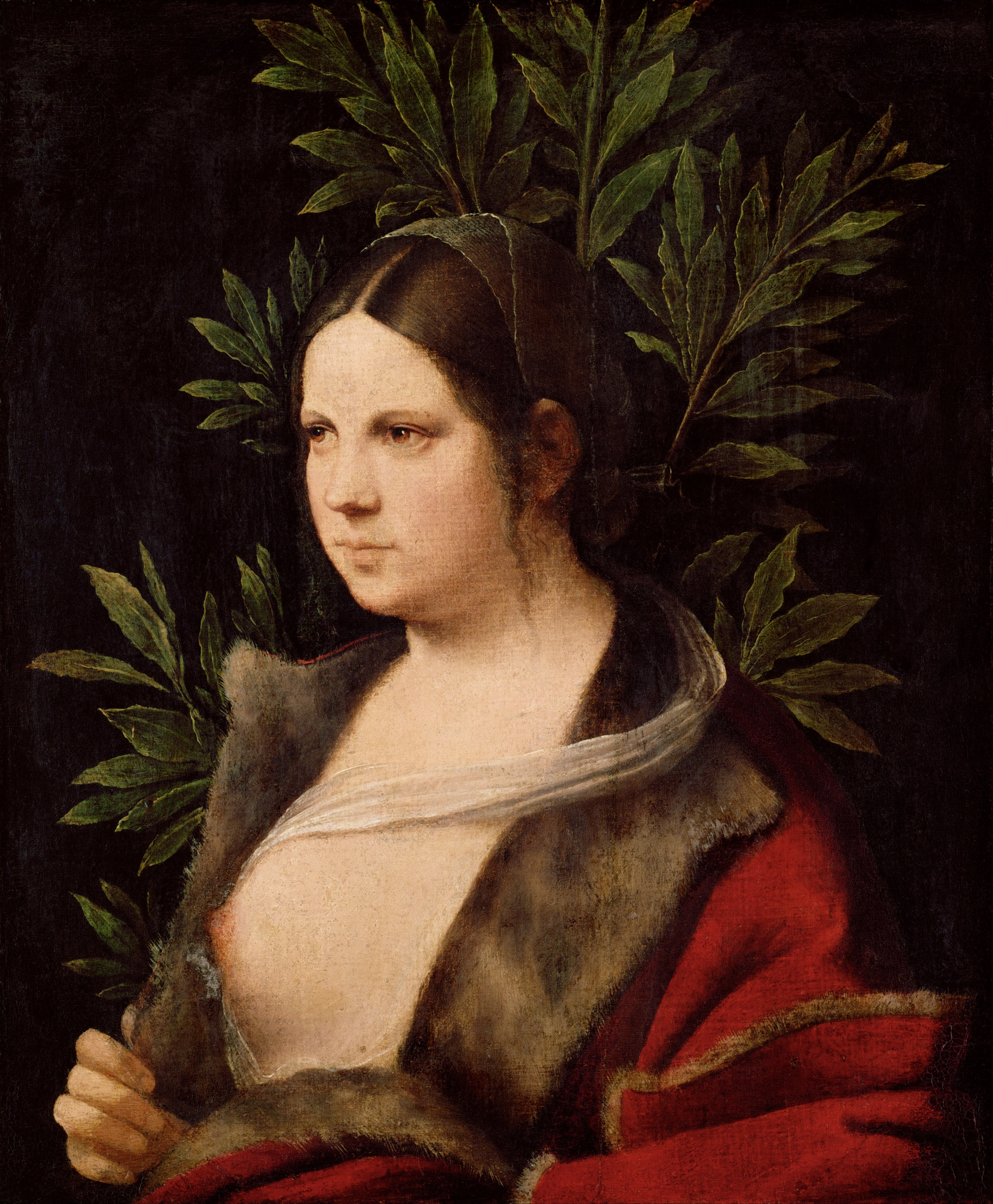
Người phụ nữ trẻ "Laura", 1506
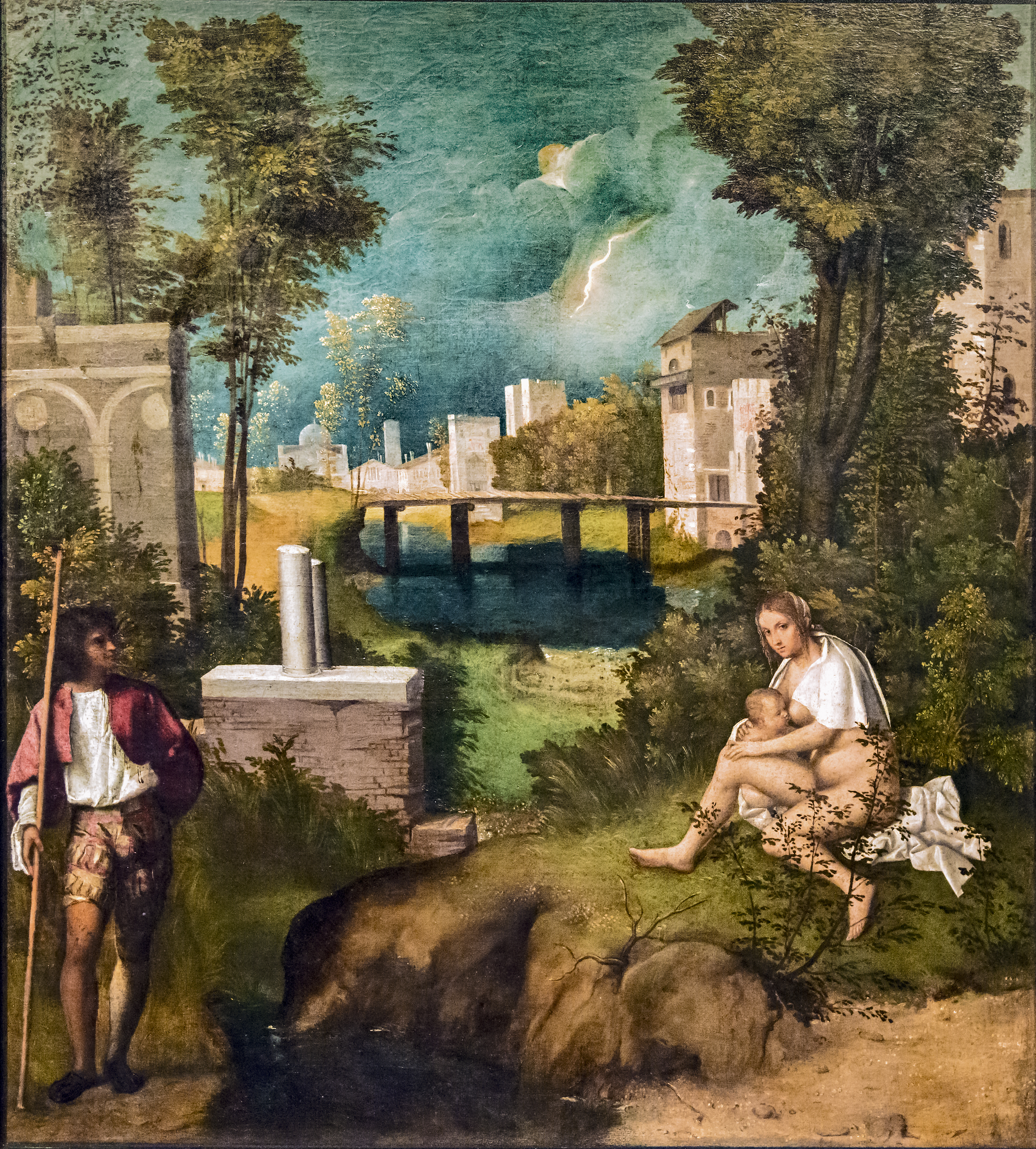
Những cơn giông tố, 1508
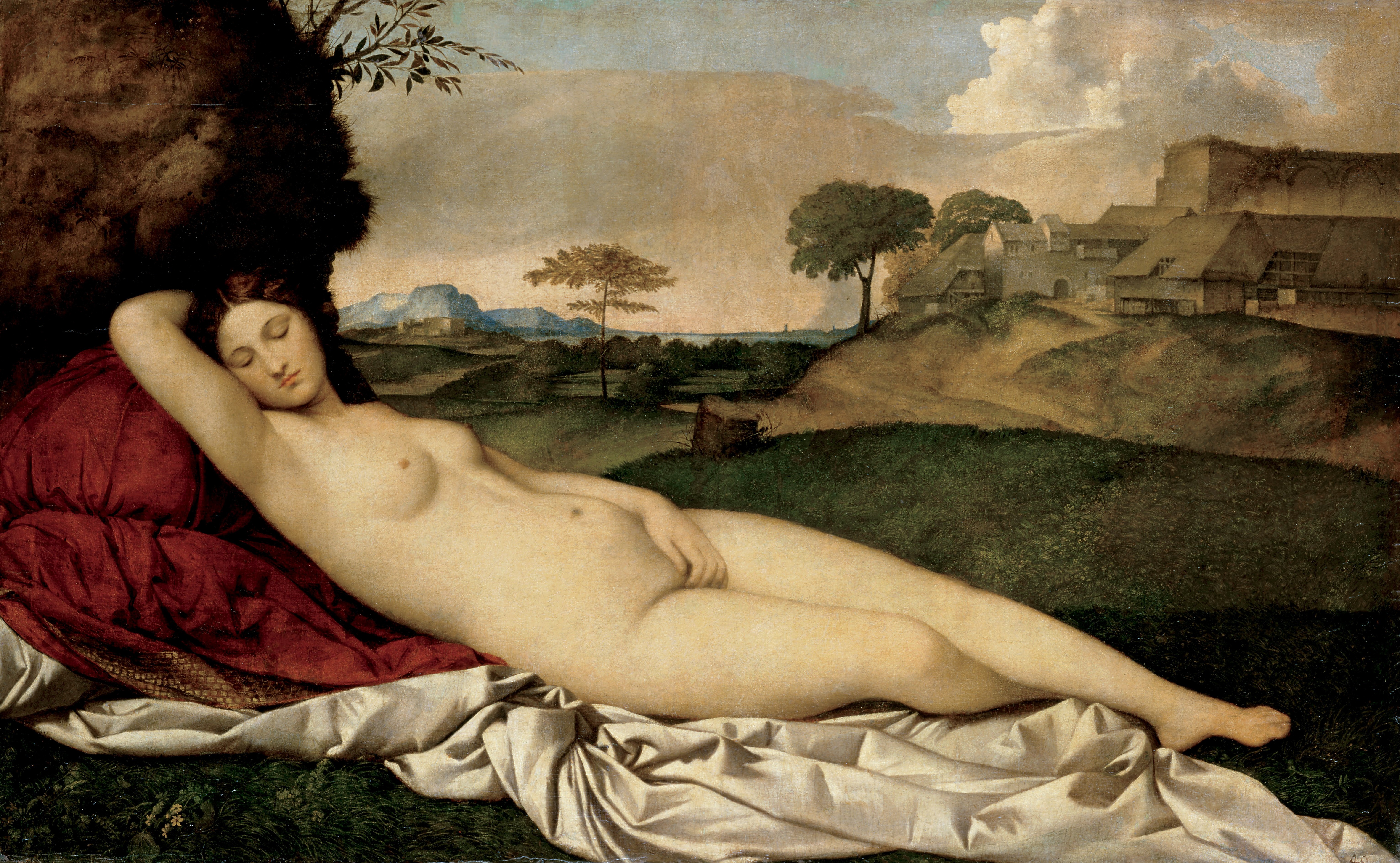
Vệ nữ ngủ, 1508-10
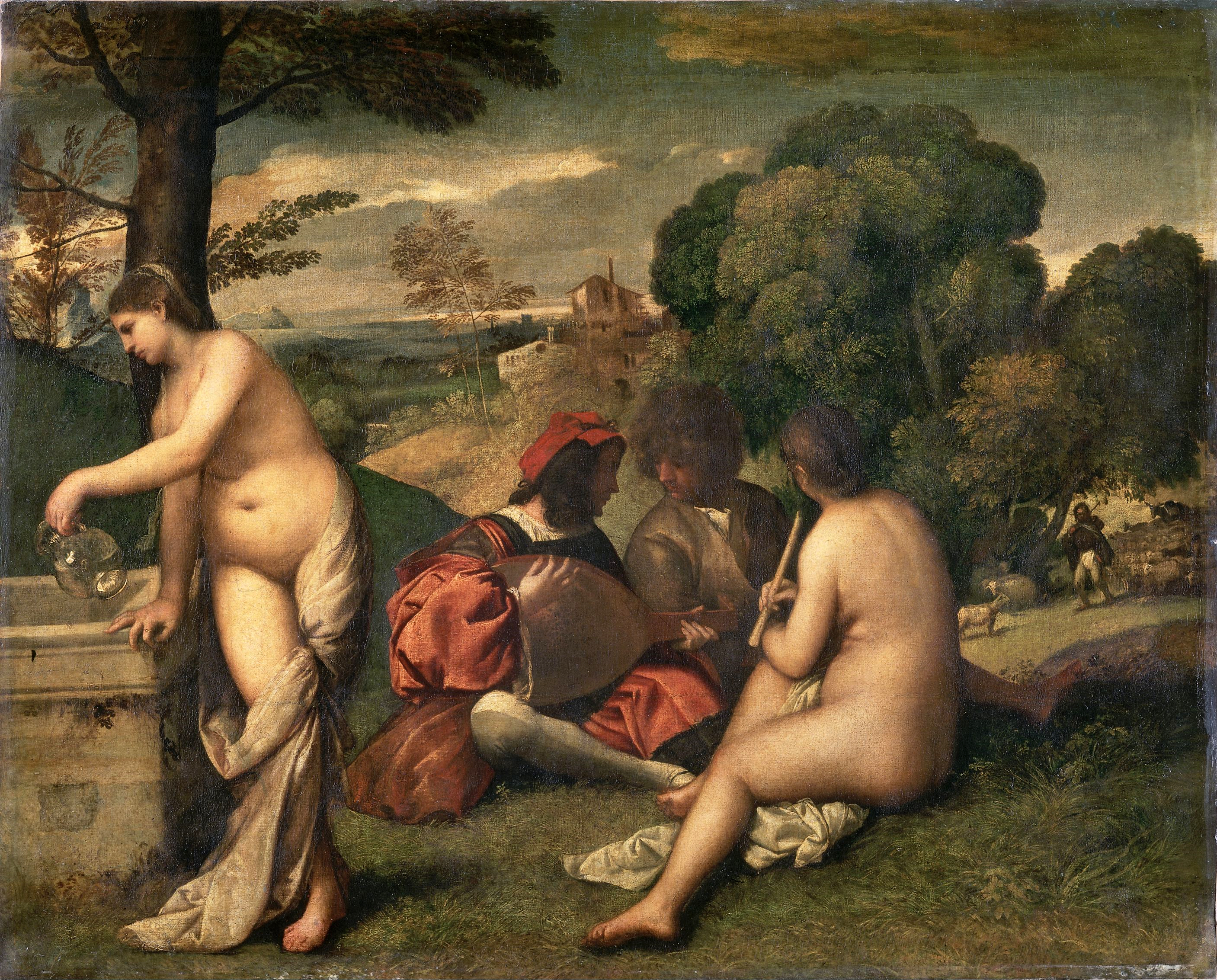
Buổi hòa nhạc trong vườn, 1509
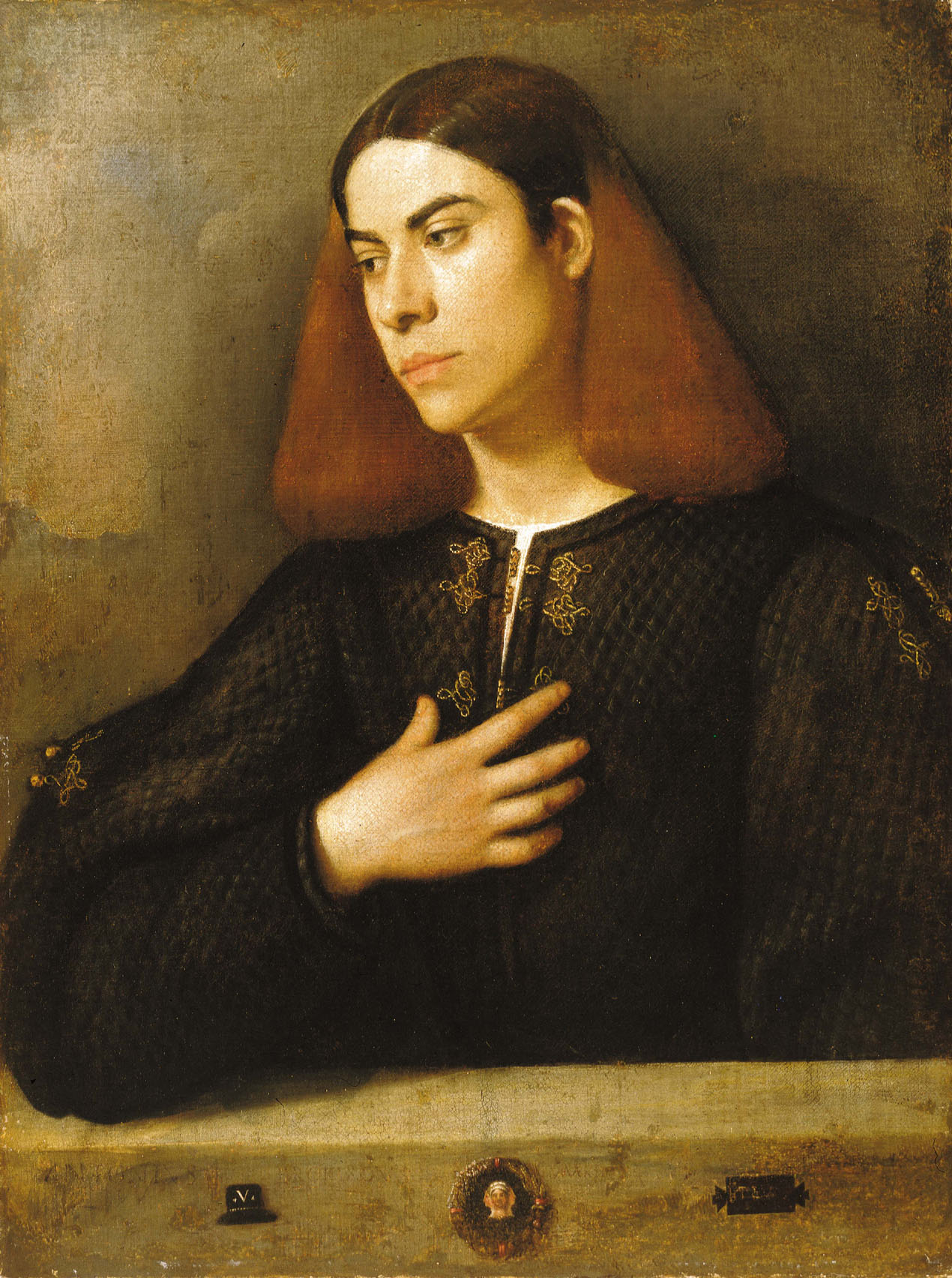
Chân dung một thanh niên, 1510